# Sinfonie di Beethoven (Liszt)
Le Sinfonie di Beethoven (in francese: Symphonies de Beethoven), S.464, sono il gruppo di nove trascrizioni per pianoforte, opera di Franz Liszt, delle sinfonie di Ludwig van Beethoven.

## Storia

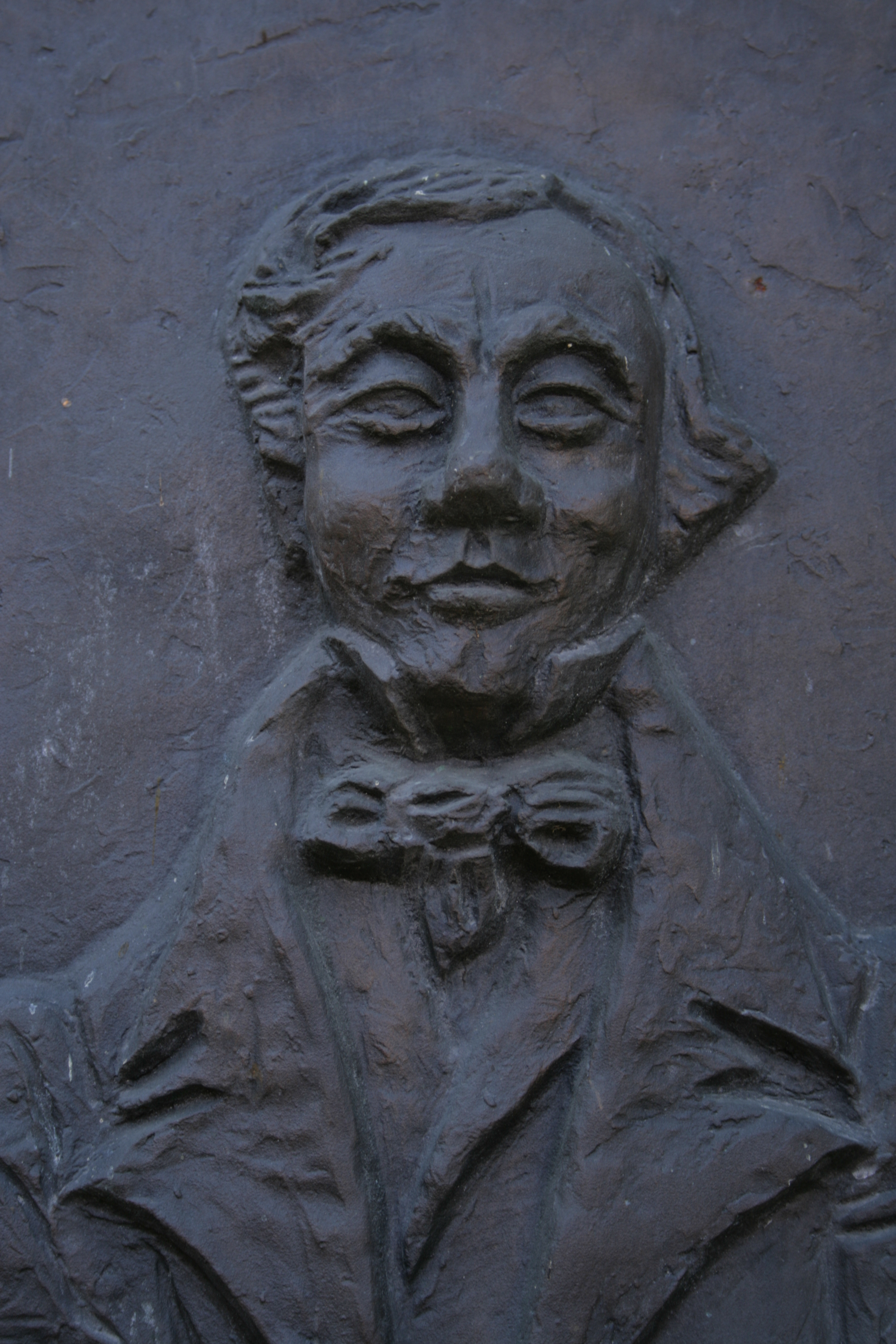
Ritratto di Tobias Haslinger

Liszt iniziò il suo lavoro nel 1838, ma all'epoca completò soltanto la Quinta sinfonia, la Sesta e la Settima, le cui prime due furono pubblicate da Breitkopf & Härtel mentre la Settima uscì grazie a Tobias Haslinger. Nel 1843 arrangiò il terzo movimento della Terza sinfonia, che fu poi pubblicato da Pietro Mechetti nel 1850. A Liszt vennero corrisposti 8 franchi per pagina da Breitkopf & Härtel, che per prima aveva commissionato la trascrizione di due sinfonie. Durante i viaggi compiuti in Europa nel 1840 Liszt potrebbe aver dato una qualche notorietà alle trascrizioni delle sinfonie, eseguendole nei concerti. Con tre sinfonie trascritte, egli accantonò l'opera per 23 anni, in particolare finché la stessa Breitkopf & Härtel non suggerì, nel 1863, all'artista di portarla a compimento in vista di una futura pubblicazione. Allo scopo, Liszt riutilizzò le sue precedenti trascrizioni semplificandone i passaggi, affermando che "più ci si addentra nella conoscenza di Beethoven, più ci si attacca a certe singolarità e si trova che anche dettagli insignificanti non sono privi di valore". Come consuetudine, annotò i nomi degli strumenti orchestrali che la trascrizione rende sul pianoforte, ed aggiunto indicazioni di pedale e diteggiatura per dilettanti ed esecutori a prima vista.
Mentre Liszt stava tentando di trascrivere per pianoforte solista il movimento corale della Nona, iniziò a “… convincersi dell'impossibilità di far[ne] un arrangiamento per pianoforte… che potesse in qualsiasi modo essere… soddisfacente". (Ed in effetti nel 1850 aveva completato una trascrizione della Nona sinfonia per due pianoforti.) Tuttavia, in seguito ad un'accorata lettera di Breitkopf & Härtel, fece un ulteriore tentativo. L'intero gruppo di trascrizioni fu alla fine pubblicato nel 1865, con dedica a Hans von Bülow. L'edizione originale delle sinfonie (trascritte) Quinta e Sesta recava la dedica al pittore e violinista dilettante Jean Auguste Dominique Ingres.